# Tragnitz

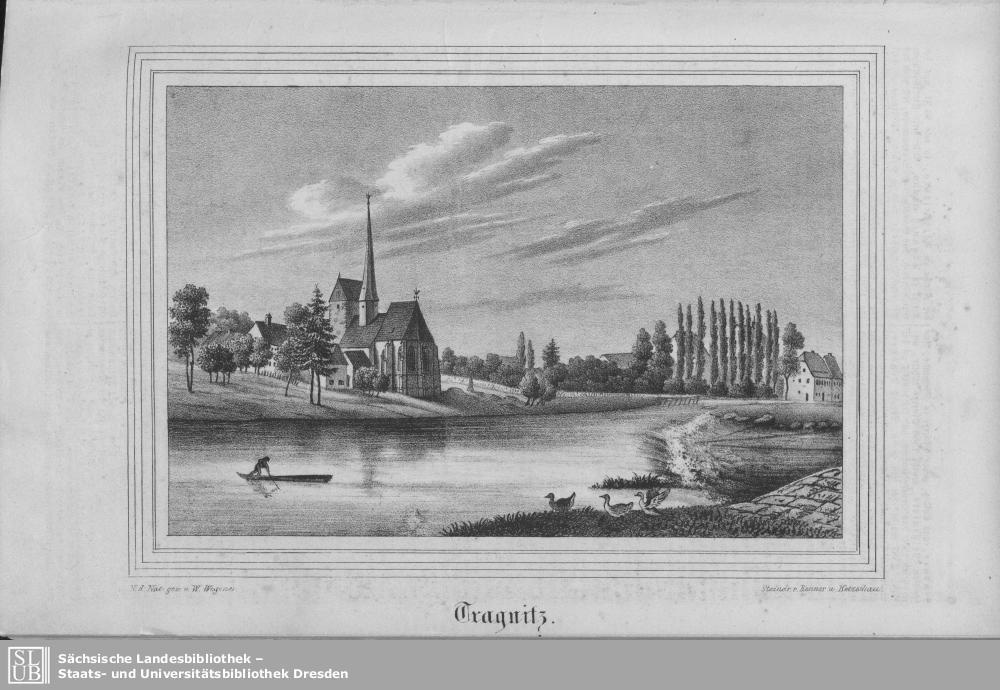
Tragnitz, Kirche um 1840 (Sachsens Kirchengalerie)

Tragnitz ist ein Ortsteil der Stadt Leisnig im Landkreis Mittelsachsen. 1946 hatte der Ort 444 Einwohner. 1960 wurde er nach Leisnig eingemeindet.

## Geschichte
1214 wurde die Kirche Sancti Pancratii als einzige der zur Ausstattung der Leisniger Kirche gehörenden Einrichtungen als ecclesia bezeichnet. Sie kam mit dem Leisniger Sprengel an das Kloster Buch. Hier gehört allerdings die Kirche noch zu Leisnig. Pankratius galt im Hochmittelalter vor allem als Patron der Ritter.
1265 ordnete der Abt des Klosters Buch die Zugehörigkeit der Einwohner zu den Kirchen des Sprengels und bestimmte, dass sive infeodati sive milites, Rustici vel villani – sowohl Belehnte als auch Ritter, Bauern oder Dorfbewohner, zu der Kirche gehören, in deren Gebiet sie wohnen, und auch dort die Sakramente erhalten sollen. Genannt werden die Kirchen S. Mathei, S. Nicolai und S. Pancratii. Auch hier wird ein Ort Tragnitz noch nicht genannt.
1254 wird Volcmarus de Droniz als Zeuge für Markgraf Heinrich den Erlauchten bei einer Güterübertragung an Kloster Sornzig genannt. In der Folgezeit treten Herren von Tragnitz bis 1361 in 26 Urkunden, vor allem der Burggrafen von Leisnig, auf. In diesen Herren werden die Verwalter des Wirtschaftshofes der stauferzeitlichen Burg Leisnig gesehen. Sie werden als Ritter oder Burgmannen bezeichnet. Auch hier gibt es noch keinen Hinweis auf einen Herrensitz oder zu leistende Abgaben eines Dorfes.
1378 hatte Tragnitz jährlich zusammen mit Fischendorf ein Küchenrind, an das castrum Leisnig zu liefern. Neben dem Wirtschaftshof waren wohl einzelne abgabepflichtige Häuser entstanden. Das Fehlen von Getreideabgaben ist ein Hinweis auf das Fehlen von Bauern. Interessant ist ein Verzeichnis der Abgaben an das Vorwerk von Tragnitz von 1403, das Rückschlüsse auf das Alter der abgabepflichtigen Dörfer zulässt. 1548 nennt das Amtserbbuch von Leisnig zu Tragnitz „10 besessene Mann, von denen sind 3 der Kirche zu Leisnig und 7 dem Amt Leisnig lehen- und zinsbar.“ Das Obergericht und das Erbgericht gehörten ins Amt Leisnig. 1559 verkaufte Kurfürst August das Vorwerk Tragnitz an den Rat der Stadt Leisnig, der das Land an die Bürger ausgab, die Gebäude verfielen.
Die Kirche St. Pankratius (siehe Gurlitt unter Weblinks und Dehio) wurde vermutlich 1286 bei der Neuordnung der Parochie Leisnig und der Erhebung der Kirche von Altleisnig zur Pfarrkirche Tochterkirche von dieser.